# 34101 Hesrivastava
34101 Hesrivastava este o planetă minoră (asteroid), cu un diametru de 6,556 km, din centura de asteroizi. A fost descoperită pe 1 august 2000 la Experimental Test Site⁠(d) de Lincoln Near-Earth Asteroid Research. 
Obiectul prezintă o orbită caracterizată de o semiaxă mare de 2,3351017 UAi, o excentricitate de 0,1, o înclinație de 6,10431 ° în raport cu ecliptica.